# Carmen bin Ladin
Carmen bin Ladin, född Carmen Dufour år 1954, är en schweizisk författare och medlem av familjen bin laden. Hon är född och uppvuxen i Lausanne tillsammans med tre systrar. Hennes mor kom från Iran med familjenamnet Mirdoht-Sheybani och fadern var schweizisk medborgare.  Carmen gifte sig med en av Osama bin Ladens äldre bröder, Yeslam bin Laden år 1974 i Jidda. Tillsammans fick de döttrarna Wafah Dufour, Najia och Noor. Carmen lämnade sin man 1988. Skilsmässan var svår och långdragen och trädde lagligen i kraft i januari 2006.
Efter terrordåden i USA publicerade Carmen bin Ladin en självbiografi i boken Inside the Kingdom: My Life in Saudi Arabia som blivit en internationell bestseller. Där berättar hon om sitt familjeliv inom klanen bin Laden i Jeddah på 1970-talet och i början av 1980-talet och sina erfarenheter från sitt äktenskap och sina år som hustru och mor samt beskriver de saudiska kvinnornas privilegierade men kvävande liv. Hon var frispråkig om hur kvinnor behandlades som andra klassens medborgare i det saudiska samhället och ger i boken också uttryck för kvinnans situation inom islam när hon kritiserade det islamiska familjerättsliga systemet för att det favoriserade män i vårdnads- och skilsmässotvister.  